# Nikolái Romanov
Nikolái Aleksándrovich Romanov (conocido como Nikolái Romanov, nacido en Pushkin en el año 1957) es un pintor ruso.
Se graduó en 1987 en la Academia Imperial de las Artes de San Petersburgo con el profesor Evsey Moiseenko. Forma parte de la Unión de los Artistas de la Ciudad y está especializado en paisajes.
Es uno de los dos artistas rusos que fueran invitados en 2007 en Collioure, Francia, para el centenario del fauvismo.